# Michael Quinn (rugby à XV)
Pour les articles homonymes, voir Michael Quinn.
Pas d'image ? Cliquez ici

a Compétitions nationales et continentales officielles uniquement.

b Matchs officiels uniquement.
Michael Anthony Mary Quinn, né le 31 mai 1952 à Dublin, est un joueur de rugby à XV irlandais évoluant au poste de demi d'ouverture. Il joue avec l'équipe nationale d'Irlande de 1973 à 1981.

## Biographie
Michael Quinn obtient sa première cape internationale le 14 avril 1973 à l’occasion d’un match contre l'équipe du pays de Galles dans le cadre du Tournoi des Cinq Nations. Son dernier match international se déroule le 6 juin 1981 contre l'Afrique du Sud. Il fait partie de l'équipe d'Irlande qui a gagné le Tournoi des cinq nations en 1973 et 1974, sous la conduite de son capitaine Willie-John McBride.

## Palmarès
- Vainqueur du Tournoi des cinq nations en 1973 (victoire partagée) et 1974

## Statistiques
- 10 sélections
- 18 points (4 pénalités, 2 drops)
- Sélections par année : 1 en 1973, 6 en 1974, 2 en 1977, 1 en 1981
- Tournois des Cinq Nations disputés : 1973, 1974, 1977